# Екатерина Австрийская (дама де Куси)
Екатерина Австрийская (нем. Katharina von Habsburg; фр. Catherine d'Autriche; 9 февраля 1320 — 28 сентября 1349) была дочерью Габсбургского герцога Леопольда I Австрийского по рождению и жены последовательно французского дворянина Ангеррана VI де Куси и немца Конрада фон Хардека, бургграфа Магдебурга.

## Семья и ранние годы
Екатерина была старшей из двух дочерей Леопольда I, герцога Австрии и его жены Екатерины Савойской. Её младшей сестрой была Агнесса Австрийская, вышедшая замуж за Болеслава II Малого, герцога Свидницкого. Со стороны отца они были внучками Альбрехта I, короля Германии, а их бабушкой и дедушкой по материнской линии были Амадей V, граф Савойский, и его вторая жена Мария Брабантская.
Её отец умер, когда Екатерине было 6 лет, и она и 4-летняя Агнесса были помещены под опеку своих дядей по отцовской линии, Фридриха Красивого и Альбрехта II, герцога Австрийского.

## Браки
В 18 лет Екатерина вышла замуж за своего первого мужа Ангеррана VI, лорда Куси, французского дворянина. Брачный контракт был подписан в Валансьене 25 ноября 1338 года. В браке родился сын Ангерран. Пара прожила в браке восемь лет, до тех пор пока в 1346 году Ангерран VI не был убит в одной из серий сражений, завершившихся битвой при Креси 26 августа 1346 года в рамках Столетней войны между Францией и Англией. Их сын Ангерран стал преемником своего отца на посту лорда Куси, а позже он женился на Изабелле, старшей дочери короля Англии Эдуарда III.
Екатерина снова вышла замуж почти через два года после смерти своего первого мужа в феврале 1348 года за Конрада, бургграфа Магдебургского. Пара прожила в браке чуть больше года, когда 25 сентября 1349 года Конрад скончался от Чёрной смерти, а сама Екатерина умерла через три дня; она была похоронена в Кёнигсфельдене. Её пережил сын Ангерран.